# Smilax keyensis
Smilax keyensis är en enhjärtbladig växtart som beskrevs av Otto Warburg och Kurt Krause. Smilax keyensis ingår i släktet Smilax och familjen Smilacaceae. Inga underarter finns listade.